# Centrale nucléaire de Borssele
La centrale nucléaire de Borssele est située aux Pays-Bas près du village de Borssele, dans la commune de Borsele.

## Description
Cette centrale exploite le seul réacteur à eau pressurisée (REP) pour la production d'électricité des Pays-Bas. Mis en service en 1973, il produit 485 MWe.
Le réacteur de Borssele a été construit par Siemens pour produire de l'électricité à coût réduit pour le producteur d'aluminium Pechiney. En 2006, l'installation d'une turbine à vapeur plus moderne a permis d'augmenter la production de 449 MWe à 485 MWe.
En 2013, l'usine Melox d'Orano, située dans le Gard, a commencé la production de combustible MOX pour la centrale de Borsselle.
En 2020, l'exploitant de la centrale, EPZ (Elektriciteits Produktiemaatschappij Zuid-Nederland), déclare souhaiter prolonger l'activité de la centrale de vingt ans et  construire de nouveaux réacteurs. Lors des journées parlementaires des 16 et 17 septembre 2020, plusieurs partis appellent à « sérieusement se pencher » sur la question du nucléaire tandis que le gouvernement publie le 22 septembre un rapport sur le rôle possible du nucléaire dans le futur mix électrique national et s’apprête à lancer une grande consultation publique sur la construction de nouveaux réacteurs. Le prolongement d’activité de la centrale figure explicitement dans l’accord conclu le 15 décembre 2021 par la coalition soutenant le nouveau gouvernement de Mark Rutte.
EDF étudie la faisabilité de l'implantation de deux nouveaux réacteurs sur le site.

## Gestion des déchets
Le combustible usé est traité par Orano dans son usine de la Hague dans la Manche en Normandie. Le contrat, signé en 1978 entre Orano et EPZ porte sur le traitement du combustible nucléaire usé (350 tonnes de combustibles usés). Ce contrat prévoit que les déchets ultimes (ceux qui subsistent après le traitement) sont renvoyés aux Pays-Bas. Ces déchets ultimes sont stockés dans l'installation de COVRA (Centrale Opslag Voor Radioactief Afval) qui est également implantée à Borssele et qui est la plus grande installation nationale des Pays-Bas pour les déchets. Cette installation est adaptée pour des stockages pour les 100 prochaines années.
En juin 2012, un chargement de 6,7 tonnes de combustibles nucléaires usés est parti du terminal ferroviaire situé près de la centrale à destination de l’usine de La Hague.

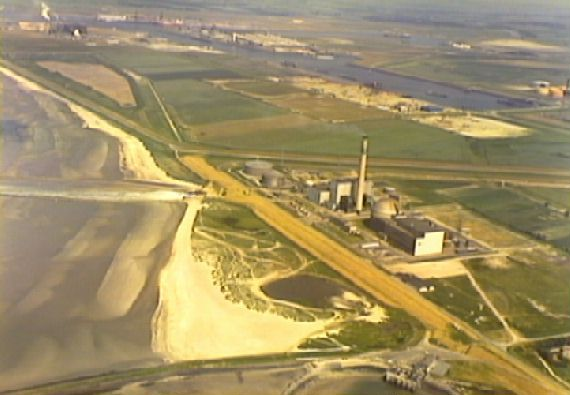
Le site de la centrale.
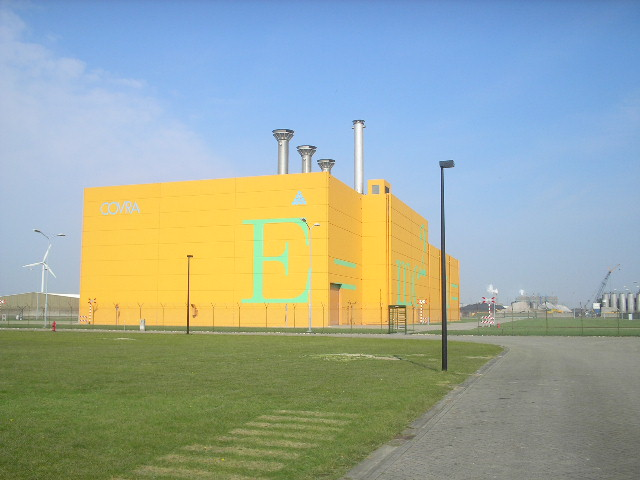
COVRA.
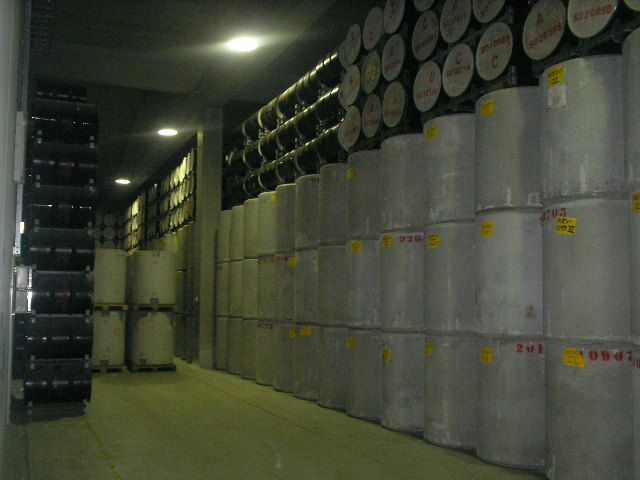
Container de COVRA.